# Sala Heraldyczna Diany w Montbrison
Sala Heraldyczna Diany w Montbrison lub Sala Stanów Forez – budynek wzniesiony w 1296 roku. Od 1875 roku sala posiada status zabytku, w kategorii Monuments historiques, budynek Latour w którym się mieści od 2023 roku został wpisany do rejestru zabytków i posiada status Patrimoine architectural (Mérimée).

## Lokalizacja
Budynek i sala zlokalizowane są przy 3 rue Florimond Robertet w miejscowości Montbrison, w departamencie Loara, w regionie Owernia-Rodan-Alpy.

## Historia
Było wiele hipotez datowania powstania sali Diany. Obecnie zbieżny jest pogląd, że to koniec XIII wieku. Materiały użyte do wzniesienia sali potwierdzają potrzebę szybkiego wzniesienia budynku. Historycy nie są zgodni na jaką okazję powstała. Pierwsza brana pod uwagę to uroczystość ślubna hrabiego Jeana I z Forez z Alix de Viennois w 1296 roku; druga to emancypacja (przejęcie władzy) przez Jeana I z Forez. 
Sala Diany w okresie XIII – XVI w. była miejscem narad i zgromadzeń szlachty za czasów hrabiów Forez, oraz ich następców Burbonów. W 1536 roku w sali był przyjmowany Franciszek I, król Francji i od 1527 roku hrabia Forez (Franciszek I skonfiskował hrabstwo Forez, Karolowi III, księciu Burbon). Sala decyzją króla została przekazana w użycie kapitule kolegiaty Notre-Dame. Prawdopodobnie nazwa pochodzi od Doyennat czyli „pokój dekanatu”. Kapituła wynajmowała salę na przedstawienia. Nadal służyła również jako miejsce spotkań stanów Forez.
W czasie rewolucji francuskiej, jako majątek kościelny została upaństwowiona i sprzedana 8 sierpnia 1791 karczmarzowi. Nowy właściciel wybił otwory na okna i drzwi w ścianie zachodniej. Salę podzielił stropem, górną część przeznaczył na składowanie siana, dolną na stajnie i skład towarów.
W XIX wieku kilku uczonych zwróciło uwagę na dewastację „arcydzieła”. W 1862 roku pani Veuve Bardos zgodziła się na sprzedaż budynku miastu Montbrison, transakcję finansował książę Persigny, minister Napoleona, ale pod warunkiem, że będzie służyć stowarzyszeniu badającemu lokalną historię.
Sala i budynek w latach 1862-1866 zostały odrestaurowane pod kierunkiem Henryka Lebruna z Lyonu. Przebudowano dach, wzmocniono ściany, zmodyfikowano elewację. Do środka wstawiono rzeźbione drewniane regały na książki dotyczące historii prowincji. Najtrudniejszą częścią remontu, była renowacja sufitu.
Miasto zakupiło sąsiednie domy by urządzić tam muzeum, biura kustosza. W latach 90 XX wieku.
Sala Diany posiada około 30 000 ksiąg i 2 000 000 pozycji archiwalnych.

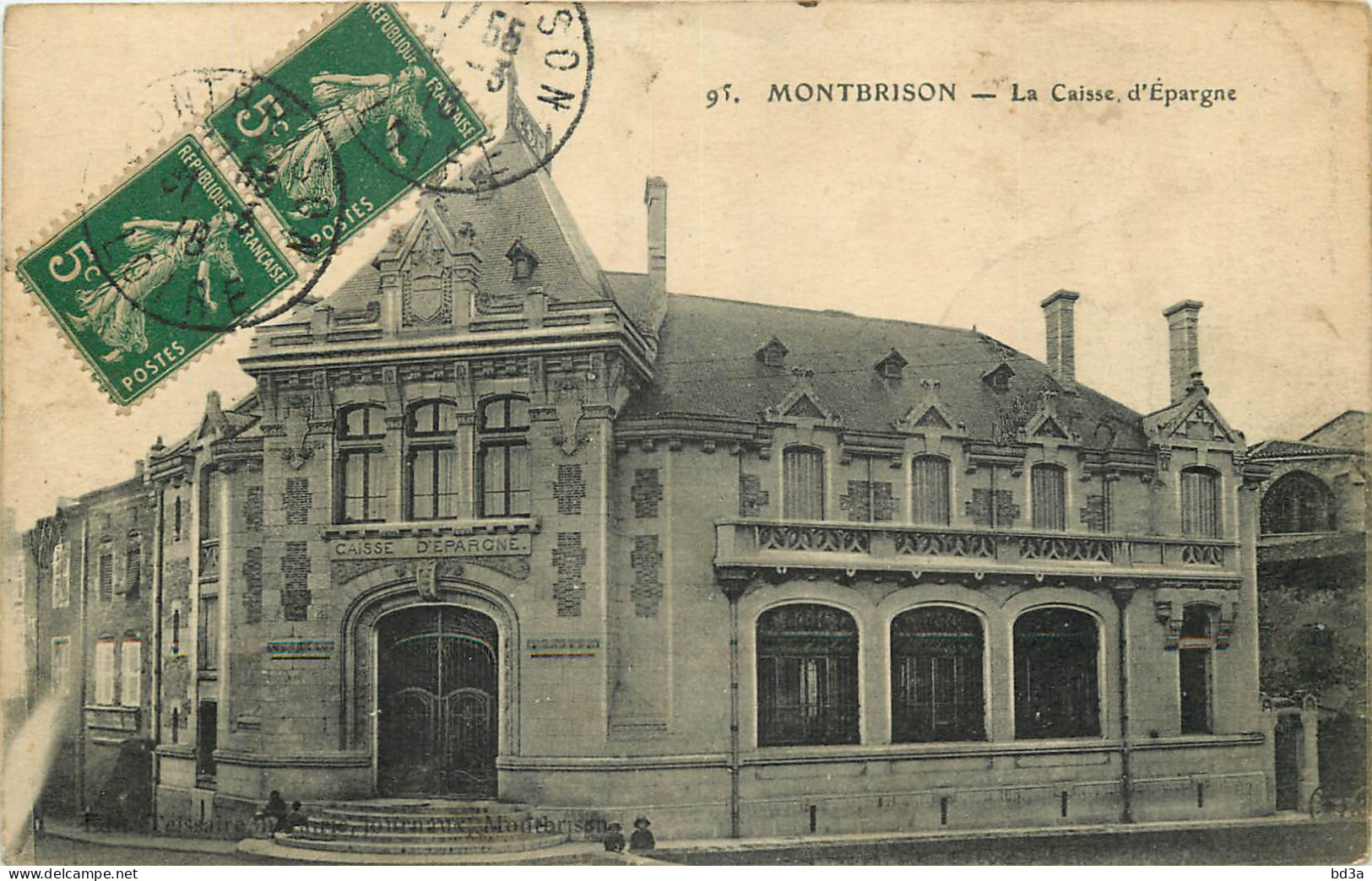
Karta pocztowa Budynek Banku Oszczędnościowego w Montbrison

## Opis
Sala ma 19,45 m długości i 8,40 szerokości, Ściany wzniesiono z ubitej ziemi (ziemia gliniasta z domieszką słomy). Posiada sklepienie ostrołukowe, drewniane, zwieńczone szkieletem. Podczas remontu w latach '60 XIX wieku wybito otwory w elewacji wschodniej i zachodniej na neogotyckie okna. Fasada zachodnia ozdobiona jest herbami: Drugiego Cesarstwa, miasta Montbrison, książąt Burbon.
Sklepienie przykryte jest drewnianą boazerią. Długie belki dzielą je na 48 pasów, te z kolei na 36 tarcz. Łącznie daje to 1728 elementów. U podstawy sklepienia biegnie fryz ozdobiony malowidłami fantastycznych zwierząt i wizerunkami herbów. Są to herby króla Francji, rodzin feudalnych, sojuszników lub przyjaciół hrabiów Forez, lub szlachty posiadającej ziemię w Forez. Jest ich 242.